# Nikołaj Christozow
Nikołaj Tenew Christozow (bułg. Николай Тенев Христозов; ur. 5 marca 1915) – bułgarski strzelec, olimpijczyk. 
Startował na igrzyskach olimpijskich w 1952 roku (Helsinki). Wystąpił tylko w strzelaniu z pistoletu dowolnego z odl. 50 m, w którym zajął 41. miejsce.

## Wyniki olimpijskie
| Igrzyska | Konkurencja                 | Wynik                           | Miejsce    | Źródło |
| -------- | --------------------------- | ------------------------------- | ---------- | ------ |
| IO 1952  | Pistolet dowolny, 50 metrów | 500 punktów (85-88-81-81-78-87) | 41 (na 48) | [ 1 ]  |